# Andrej Jerman

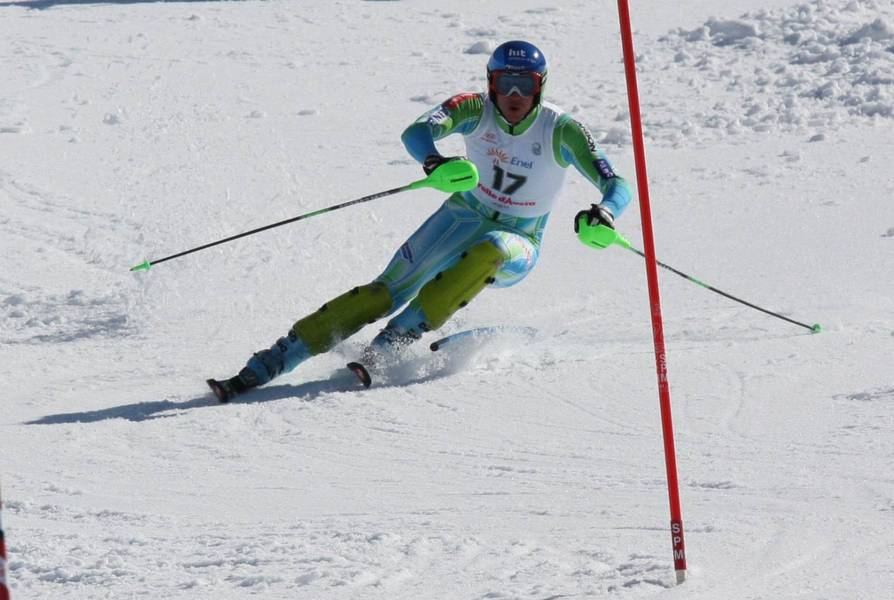
Andrej Jerman

Andrej Jerman nació el 30 de septiembre de 1978 en Tržič (Eslovenia), es un esquiador que tiene 2 victorias en la Copa del Mundo de Esquí Alpino (con un total de 4 podios).

## Resultados

### Juegos Olímpicos de Invierno[3]
| Año  | Sede           | Super Gig.  | Descenso | Combinada |
| ---- | -------------- | ----------- | -------- | --------- |
| 2002 | Salt Lake City | 21.º        | 28.º     | -         |
| 2006 | Turín          | 28.º        | 28.º     | 19.º      |
| 2010 | Vancouver      | No Finalizó | 28.º     | 27.º      |

### Campeonatos Mundiales
| Año  | Sede del Campeonato    | Super Gig. | Descenso | Combinada |
| ---- | ---------------------- | ---------- | -------- | --------- |
| 2003 | Sankt Moritz           | 30.º       | 28.º     | 15.º      |
| 2005 | Bormio                 | 17.º       | 20.º     | 15.º      |
| 2007 | Åre                    | 23.º       | 17.º     | 21.º      |
| 2009 | Val d'Isère            | 25.º       | 13.º     | 12.º      |
| 2011 | Garmisch-Partenkirchen | 16.º       | 17.º     | -         |

### Copa del Mundo

#### Clasificaciones en Copa del Mundo
| Temporada | Edad | Pos. General                                                       | Eslalon                                                            | Esl. Gigante                                                       | Super Gig.                                                         | Descenso                                                           | Combinada                                                          |
| --------- | ---- | ------------------------------------------------------------------ | ------------------------------------------------------------------ | ------------------------------------------------------------------ | ------------------------------------------------------------------ | ------------------------------------------------------------------ | ------------------------------------------------------------------ |
| 2002      | 23   | 63                                                                 | —                                                                  | —                                                                  | 44                                                                 | —                                                                  | 3                                                                  |
| 2003      | 24   | 52                                                                 | —                                                                  | —                                                                  | 35                                                                 | 28                                                                 | 11                                                                 |
| 2004      | 25   | 124                                                                | —                                                                  | —                                                                  | —                                                                  | 48                                                                 | —                                                                  |
| 2005      | 26   | 111                                                                | —                                                                  | —                                                                  | —                                                                  | —                                                                  | 11                                                                 |
| 2006      | 27   | 83                                                                 | —                                                                  | —                                                                  | —                                                                  | 38                                                                 | 26                                                                 |
| 2007      | 28   | 24                                                                 | —                                                                  | —                                                                  | 33                                                                 | 6                                                                  | 44                                                                 |
| 2008      | 29   | 16                                                                 | —                                                                  | 60                                                                 | 17                                                                 | 7                                                                  | 9                                                                  |
| 2009      | 30   | 34                                                                 | —                                                                  | —                                                                  | 23                                                                 | 16                                                                 | 51                                                                 |
| 2010      | 31   | 30                                                                 | —                                                                  | —                                                                  | 22                                                                 | 11                                                                 | —                                                                  |
| 2011      | 32   | 45                                                                 | —                                                                  | —                                                                  | 38                                                                 | 18                                                                 | —                                                                  |
| 2012      | 33   | se lesionó en la 2.º competencia de descenso, no obtuvo resultados | se lesionó en la 2.º competencia de descenso, no obtuvo resultados | se lesionó en la 2.º competencia de descenso, no obtuvo resultados | se lesionó en la 2.º competencia de descenso, no obtuvo resultados | se lesionó en la 2.º competencia de descenso, no obtuvo resultados | se lesionó en la 2.º competencia de descenso, no obtuvo resultados |
| 2013      | 34   | 129                                                                | —                                                                  | —                                                                  | —                                                                  | 47                                                                 | -                                                                  |

#### Podios en la Copa del Mundo (4)
| Temporada | Fecha                   | Lugar                            | Disciplina | Posición |
| --------- | ----------------------- | -------------------------------- | ---------- | -------- |
| 2007      | 23 de febrero de 2007   | Garmisch-Partenkirchen, Alemania | Descenso   | 1.º      |
| 2007      | 24 de febrero de 2007   | Garmisch-Partenkirchen, Alemania | Descenso   | 2.º      |
| 2008      | 26 de enero de 2008     | Chamonix, Francia                | Descenso   | 3.º      |
| 2010      | 29 de diciembre de 2009 | Bormio, Italia                   | Descenso   | 1.º      |